# Milan Srškić
Milán Srškić (en serbio: Милан Сршкић; Belgrado, 3 de febrero de 1880-Belgrado, 12 de abril de 1937) fue un político y abogado yugoslavo, primer ministro del país durante la dictadura del rey Alejandro I de Yugoslavia.
Se asoció con Bosnia, donde se afirma que, como Radical serbio, llegó a puestos ministeriales. Fuentes checas indican que había nacido en Sarajevo.
Durante la Primera Guerra Mundial desertó a los rusos y luego se alistó en el ejército serbio.
Formó parte de los Gobiernos de la dictadura real desde 1929, primero como ministro de Justicia (1929-1931) y luego como ministro sin cartera (1931-1932). A continuación desempeñó el cargo de primer ministro en los años 1932-1934. Sucedió en el cargo al reformista Vojislav Marinković, que lo desempeñó apenas tres meses, hasta julio de 1932. Debido a su centralismo, las actitudes autoritarias y su papel en la introducción de las banovinas, no fue muy popular. Careció de respaldo tanto entre la oposición como entre los partidarios de la dictadura real. Su gobierno se caracterizó por la mayor represión de los adversarios de la dictadura.
Se mantuvo como primer ministro hasta el 23 de enero de 1934, cuando el rey Alejandro I Karađorđević respondió a los problemas políticos internos del país sustituyéndolo. A Srškić le sucedió el veterano político y anterior primer ministro Nikola Uzunović, durante cuyo gobierno fue asesinado el rey Alejandro. Su relevo al frente del Consejo de Ministros fue una medida popular, no así el que le sucediese Uzunović, muestra del agotamiento del régimen real.